# Театр імені Гната Михайличенка
Театр імені Гната Михайличенка — театр лівого напряму, заснований групою акторів «Молодого Театру», діяв у Києві в період 1921 — 1925 років.
Під гаслом «театрального жовтня» театр Михайличенка прагнув стати «театром колективної Дії», тобто універсального «мистецького дійства», в якому актор повинен виконувати одночасно авторські, режисерські й акторські функції. У театрі Михайличенка поставлено кілька символічно-абстрактних композицій: «Перший будинок нового світу» (1921), «Поема відваги», «Небо горить» та ін.
Втім через 2 роки експериментів він перейшов до звичайного революційного репертуару. Цікавіші вистави: «Карнавал» (за п'єсою «Лілюлі» Ромена Роллана, 1923), «Універсальний Некрополь» (за творами «Хуліо Хуреніто» і «Трест Д. Е.» І. Еренбурга, 1923). 1924 — 1925 театр Михайличенка включив до репертуару «Сорочинський ярмарок» М. Старицького, «Вир» Ю. Стабового, «97» М. Куліша, які ставив також у Харкові і на Донбасі. Головний діяч і режисер театру Михайличенка — М. Терещенко, декоратор В. Меллер.

## Персоналії
- Терещенко Марко Степанович
- Крига Іван Антонович
- Меллер Вадим Георгійович
- Горська Ольга Георгіївна
- Розумовська Юлія Миколаївна